# Espúrio Servílio Prisco
Espúrio Servílio Prisco Estruto (em latim: Spurius Servilius Priscus Structus) foi um político da gente Servília nos primeiros anos da República Romana eleito cônsul em 476 a.C. com Aulo Vergínio Tricosto Rutilo. Era filho de Públio Servílio Prisco Estruto, cônsul em 495 a.C., e pai de Públio Servílio Prisco, cônsul em 463 a.C.

## Consulado
Sobre Roma pairava a ameaça dos etruscos de Veios que, depois de terem derrotado o exército particular da gente Fábia na Batalha de Cremera, avançaram em direção à cidade até montarem um acampamento no Janículo, encostado na Muralha Serviana. Dali saquearam e arrasaram pastos e plantações romanas.
Por causa da presença dos veios tão perto da cidade, a população sofria com a fome, principalmente por causa da falta de cereais.
Numa das frequentes escaramuças, irrompeu uma furiosa batalha, travada durante muitos dias na região entre o muro romano e a colina do Janículo. Com muitos eventos (incluindo um risco de  morte do cônsul Espúrio Servílio), os romanos finalmente conseguiram retomar a colina e expulsar os veios.
O ano seguinte (475 a.C.), Espúrio Servílio foi acusado pelos tribunos da plebe Lúcio Cedico e Tito Estácio de ter conduzido mal o exército romano nesta batalha. Mas Servílio conseguiu refutar a acusação graças ao testemunho favorável do seu colega Aulo Vergínio. Espúrio participou também da vitoriosa batalha contra os veios e sabinos como legado do cônsul Públio Valério Publícola, destacando-se por seu valor em combate.